# 阿閉吉男
阿閉 吉男（あとじ よしお、1913年8月28日 - 1997年8月20日）は、日本の社会学者。名古屋大学名誉教授、創価大学名誉教授。

## 来歴
東京出身。府立六中（現都立新宿高等学校)を経て1937年東京帝国大学文学部社会学科卒。名古屋大学文学部助教授、1960年教授、1977年定年、創価大学教授。1993年退職。
ジンメル、マックス・ヴェーバーを研究。1970年日本社会学会会長。1980年「ジンメル社会学の方法」で日本学士院賞受賞。

## 著書
- 『代表的社会学者 第1 ドイツ篇』教育書林 1954年
- 『市民社会の系譜』培風館 1955年
- 『ジンメル』有斐閣 人と業績シリーズ 1959
- 『初期のマックス・ウェーバー』勁草書房 1973年
- 『ウェーバー社会学の視圏 勁草書房 1976年
- 『ジンメル社会学の方法』御茶の水書房 1979年
- 『ジンメルとウェーバー』御茶の水書房 1981年
- 『ジンメルの視点』勁草書房 1985年
- 『ジンメルの世界 空間・都市・文化』文化書房博文社 1989年

### 共編著
- 『社会学通論』樺俊雄共編 同文館 1950年
- 『社会学史』内藤莞爾共編 学苑社 1952年
- 『社会学』樺俊雄共編 同文館 1957年
- 『社会学史概論』内藤莞爾共編 勁草書房 1957年
- 『マンハイム研究』勁草書房 1958年
- 『社会学概論』樺俊雄共編 勁草書房 1960年
- 『社会科学の古典』1963年 角川新書
- 『ジンメル社会学入門』1979年 (有斐閣新書)

### 翻訳
- ハンス・フライヤア『社会学』那須宗一共訳 雄風館書房 1935年  「社会学入門」角川文庫
- ジンメル『文化の危機』三笠書房 現代思想全書　1938
- クローチェ『実践の哲学 経済と倫理』現代思想新書 三笠書房 1940年
- ヴェルナー・ゾンバルト『技術論』科学主義工業社 1941年
- ジンメル『文化の哲学』三笠書房 1943年
- ジンメル『戦争の哲学』鮎書房 1943年
- マックス・ウェーバー『社会学の基礎概念』内藤莞爾共訳 1953年 角川文庫
- マックス・ウェーバー『官僚制』脇圭平共訳 創文社(フォルミカ選書) 1954  のち角川文庫
- アドルフ・レーヴェ『経済学と社会学 社会諸科学の協力を念願して』福里次作共訳 教育書林 1954年
- W.J.H.スプロット人間集団 小集団における人間行動の研究』林正明共訳 誠信書房 1961年
- ジンメル『社会学の根本問題 個人と社会』社会思想社(現代教養文庫)1966
- 『マックス・ウェーバー青年時代の手紙』マリアンネ・ウェーバー編 佐藤自郎共訳 勁草書房 1973年
- ジンメル『文化論』文化書房博文社 1987年

### 記念論集
- 近代社会学の諸相 阿閉吉男教授定年退官記念 御茶の水書房 1978年3月